# Robert Bourke (1er baron Connemara)
Robert Bourke, 1er baron Connemara, (11 juin 1827 - 3 septembre 1902) est un homme politique conservateur britannique et un administrateur colonial. Il est sous-secrétaire d'État aux Affaires étrangères entre 1874 et 1880 et 1885 et 1886, et gouverneur de Madras entre 1886 et 1890. 

## Jeunesse et éducation
Bourke est né dans une famille aristocratique anglo-irlandaise à Hayes, comté de Meath, Irlande, le troisième fils de Robert Bourke, 5e comte de Mayo, et Anne Charlotte, fille de John Jocelyn. Son frère aîné est Richard Southwell Bourke, vice-roi des Indes. Il fait ses études à la Hall Place School, à Bexley, dans le Kent, et au Trinity College, à Dublin, et est appelé au barreau à Inner Temple en 1852 . 

## Carrière politique
Bourke exerce la profession d'avocat pendant plusieurs années avant d'être élu député conservateur de King's Lynn en 1868,. En 1874, il devient sous-secrétaire d'État aux Affaires étrangères dans la deuxième administration de Benjamin Disraeli, poste qu'il occupe jusqu'en 1880, date à laquelle il est admis au Conseil privé. Il occupe le même poste de 1885 à 1886 dans la première administration de Lord Salisbury. 

## Gouverneur de Madras

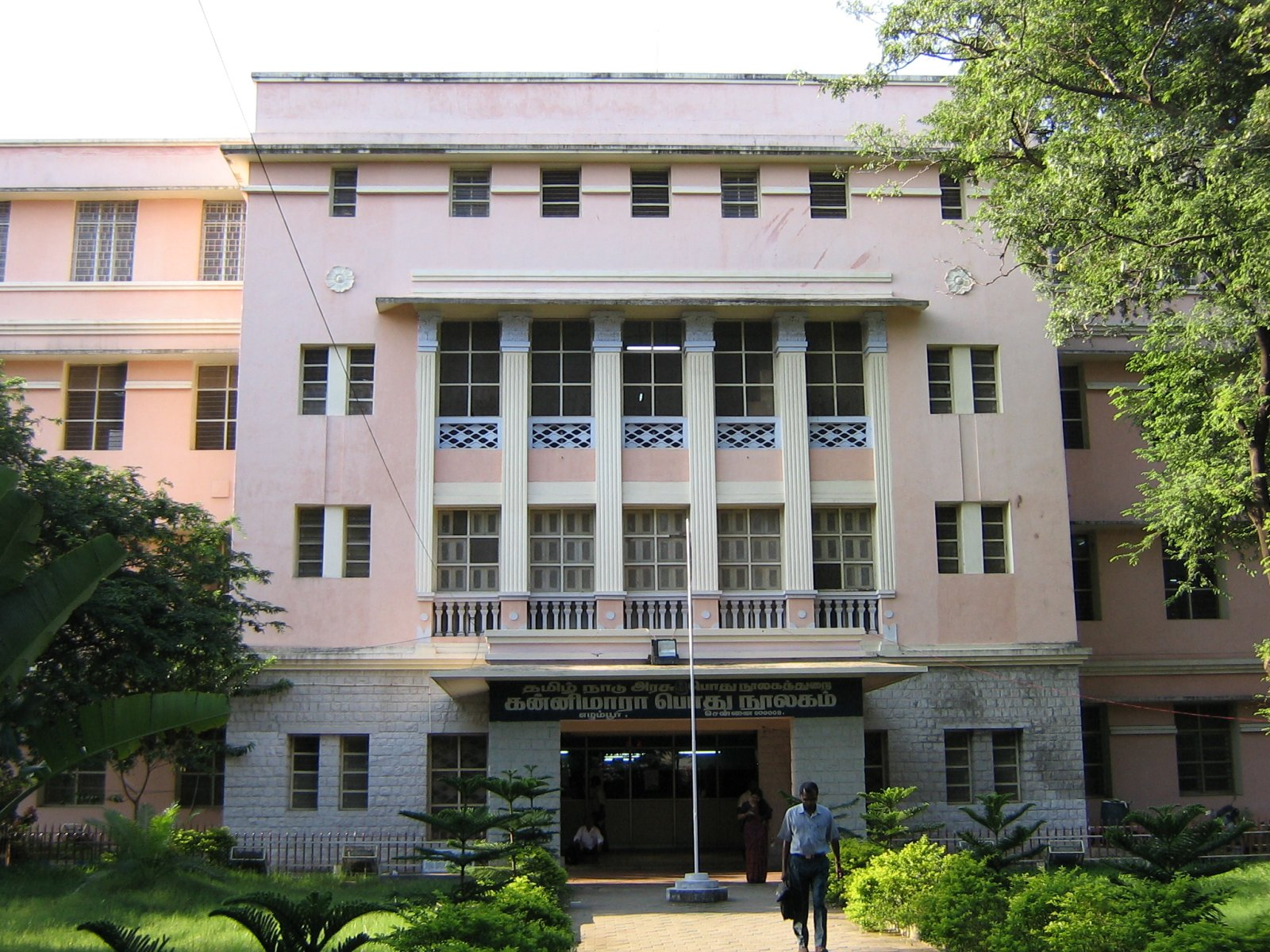
Bibliothèque du Connemara à Chennai

En 1886, Bourke est nommé gouverneur de Madras. L'année suivante, il est nommé Chevalier Grand Commandeur de l'Ordre de l'Empire indien et élevé à la pairie comme baron Connemara, du Connemara dans le Comté de Galway. En 1890, il pose la première pierre de la bibliothèque publique du Connemara à Madras, qui porte son nom et a ouvert ses portes six ans plus tard. Le bâtiment est initialement prévu pour abriter le Victoria Technical Institute, qui a été construit en 1887, l'année du jubilé du règne de la reine Victoria. La troisième session du Congrès national indien s'est tenue à Madras en 1887, lorsque Lord Connemara est gouverneur. Il organise une garden-party à Government House pour les délégués. La construction de la Haute Cour de Madras a commencé en 1889. 
Lord Connemara est reconnu pour avoir introduit un certain nombre de réformes quand il est gouverneur. Il a personnellement supervisé les mesures de secours contre la famine à Ganjam et réorganisé l'administration sanitaire de la ville de Madras. Il a également amélioré et prolongé la ligne de chemin de fer de la côte est reliant Madras à Calcutta. Le Madras Mail, dans son numéro du 4 décembre 1890, fait remarquer que son administration était "une époque brillante dans les annales de Madras". Il démissionne de son poste de gouverneur le 8 novembre 1890 et retourne en Grande-Bretagne. 

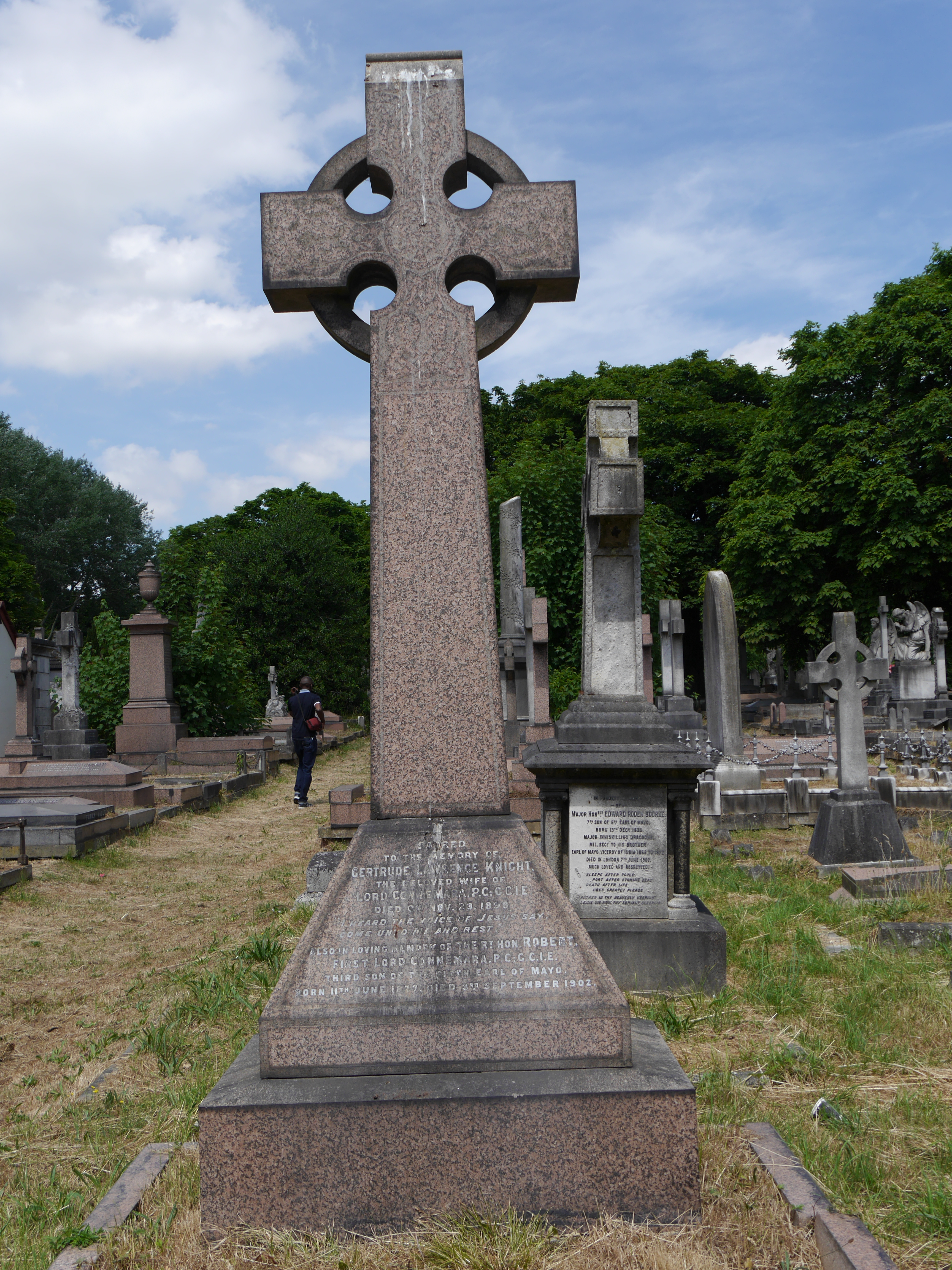
Monument, cimetière de Kensal Green

Lord Connemara participe occasionnellement aux débats à la Chambre des lords, principalement sur des questions relatives aux affaires étrangères, prononçant son dernier discours en juin 1898 . Il a également publié l'ouvrage Les précédents parlementaires . 

## Famille
Lord Connemara se marie deux fois. Il épouse d'abord Susan Georgiana, fille de James Broun-Ramsay, ancien Gouverneur général des Indes, en 1863. Ils divorcent en 1890. En 1894, il épouse Gertrude, ancienne épouse d'Edward Coleman. Les deux mariages sont sans enfant. Sa deuxième épouse est décédée en novembre 1898. Lord Connemara est décédé à Londres en septembre 1902, à l'âge de 75 ans et est enterré au Cimetière de Kensal Green de la ville. Sa baronnie s'est éteinte à sa mort. 